# Mangalla
Mangalla (Engels: Mongalla) is een stad in de staat Central Equatoria in Zuid-Soedan. De stad ligt aan de Witte Nijl. Mangalla ligt hemelsbreed 40 kilometer van de hoofdstad Juba af.